# Typhlamphiascus gracilis
Typhlamphiascus gracilis är en kräftdjursart som beskrevs av Por 1963. Typhlamphiascus gracilis ingår i släktet Typhlamphiascus, och familjen Diosaccidae. Inga underarter finns listade i Catalogue of Life.